# I Can Lose My Heart Tonight
I Can Lose My Heart Tonight è il primo singolo della cantante tedesca C. C. Catch, pubblicato nel 1985 ed estratto dall'album Catch the Catch.
Il brano è stato scritto e prodotto da Dieter Bohlen.

## Tracce
1. I Can Lose My Heart Tonight (Radio Version) - 3:50
2. I Can Lose My Heart Tonight (Extended Remix) - 5:53
3. I Can Lose My Heart Tonight (Instrumental Version) - 3:53